# Кулада
Кулада (алт. Кулады) — село в Онгудайском районе Республики Алтай России, административный центр Куладинского сельского поселения. 

## Население
| 2010 | 2011 | 2012 | 2013 | 2014 | 2015 |
| ---- | ---- | ---- | ---- | ---- | ---- |
| 532  | ↘530 | ↘500 | ↘468 | ↗475 | ↘471 |
| 2016 |      |      |      |      |      |
| ↘467 |      |      |      |      |      |

Национальный состав
Согласно результатам переписи 2002 года, в национальной структуре населения алтайцы составляли 98 % от общей численности населения в 581 жителя

## Инфраструктура
Администрация сельского поселения.
Личное подсобное хозяйство. Животноводство.

## Достопримечательности
Куладинский музейный комплекс
Включает в себя краеведческий музей и музей под открытым небом, расположенные на территории, которая является частью этно-природного парка «Уч-Энмек». В здании краеведческого музея представлены уникальные экспозиции: редкие минералы и камни, деревянные творения природы, останки ископаемых животных. Отдельная экспозиция посвящена Башадарским курганам, расположенным в 1,5 км от села. На открытой местности находится национальное алтайское жилище — «Аил» и установлены каменные бабы, или «балбабы», принесённые сюда из разных мест Каракольской долины.

## Транспорт
Завершение автодороги регионального значения регионального значения «Каракол — Кулада» (идентификационный номер 84К-21) (Постановление Правительства Республики Алтай от 12.04.2018 N 107 «Об утверждении Перечня автомобильных дорог общего пользования регионального значения Республики Алтай и признании утратившими силу некоторых постановлений Правительства Республики Алтай»).